# Jess Glynne
Jessica Hannah Glynne més coneguda com a Jess Glynne (Londres, 20 d'octubre de 1989) és una cantant anglesa. Els seus discos d'estudi I Cry When I Laugh i Always in Between aconseguiren el primer lloc en vendes al Regne Unit. L'any 2014 guanyà un premi Grammy a la millor gravació dance per la cançó Rather Be que cantà juntament amb el grup de música Clean Bandit.

## Discografia
- I Cry When I Laugh (2015)[5]
- Always in Between (2018)[6]